# وليم هيريك
وليم هيريك (بالإنجليزية: William Herrick)‏ (10 يناير 1915 - 31 يناير 2004)؛ روائي أمريكي.